# Czepecz János Jakab
Czepecz János Jakab (Sopron, 1750 – ?) orvos.

## Élete
Iskoláit szülővárosában és Pozsonyban végezvén, külföldre ment és a lipcsei egyetem hallgatója volt. Innét Bécsbe, azután Nagyszombatba utazott, ahol orvosdoktori szigorlatot tett.

## Munkái
- Dissertatio inaug. medicoobstetricia de cura infantum recens natorum. Tyrnaviae, 1776.